# George Gordon, 5:e earl av Huntly
George Gordon, 5:e earl av Huntly, död den 19 oktober 1576 i Strathbogie, var en skotsk adelsman, son till George Gordon, 4:e earl av Huntly, far till George Gordon, 6:e earl av Huntly.
Huntly, som dömdes till döden efter överrumplingen vid Corrichie, satt i fängelse till 1565 och förband sig efter frigivningen med Bothwell, som 1566 äktade hans syster. De samverkade vid mordet på Darnley, och Huntly lät upplösa Bothwells äktenskap med systern samt var ett av vittnena vid vigseln mellan denne och Maria Stuart; till belöning återfick han 1567 gods och titel. Huntly stred sedan för drottningens sak till våren 1569, men försonades i Perth 1572 jämte sin svärfar James Hamilton, hertig av Châtellerault, med regenten Moray.